# Sabitz
Sabitz war ursprünglich ein Angerdorf und wuchs später zu einem großen Einzelhof heran. Es liegt rund zehn Kilometer nordöstlich von Bergen auf der Insel Rügen in einem hügeligen Gelände. Heute gehört Sabitz zur Gemeinde Ralswiek.
Durch Sabitz verläuft die Bahnstrecke Stralsund–Sassnitz.

## Der Name
Die Ortsbezeichnung Sabitz stammt noch aus der slawischen Zeit. Slabicici wurden die Menschen, die dort wohnten genannt, also die „Leute des Zabik“.

## Die Gründung
Die Gründung des Ortes geht auf das rügensche Knappengeschlecht des Zabes zurück.

## Geschichtliche Erwähnungen
Geschichtliche Erwähnungen fanden in der 1. Hälfte des 14. Jahrhunderts statt. Das Kloster Bergen erhielt verschiedene Renten aus Sabitz. Seit dem 16. Jahrhundert gehörte der Ort zu Jarnitz.
Der Ort bestand noch bis circa 1950 und die letzten Gehöfte sind mittlerweile verfallen. Da, wo der Ort anzutreffen war, ist heute eine riesige Müllhalde, die sich – mit Grün bepflanzt – wie ein symmetrischer, künstlicher Berg gleichmäßig in die Höhe wölbt. Ein Straßenschild verweist noch auf die Mülldeponie Sabitz (ist mittlerweile verschwunden). Damit ist der Ort endgültig untergegangen, der in der Vergangenheit Ausgangspunkt für viele Familiennamen auf Rügen war. So sind die Nachnamen Kloock, Klook, Klocken aufs Engste mit diesem Ort – nachweisbar ab 1625 – verbunden.
Vor der Wende hatte der Ort die Postleitzahl 2331, die nach der Wende auf 18528 umgeändert wurde.
Dieser Ort hat das gleiche Schicksal erfahren wie viele andere Ortschaften auf Rügen. Ehemals blühende Ortschaften verfielen und verschwanden aus den Karten und Atlanten. Auf älteren Karten ist Sabitz heute noch zu finden. Ebenso auf genealogischen Kartenmaterialien.

## Letzte Bewohner bis 1973
Bis heute ist nachweislich bekannt, dass es in Sabitz mindestens vier Gebäudeteile bestanden haben: ein Wohnhaus, zwei Stallungen und ein großes Gebäude, womöglich eine Scheune(?).
Diese Wohnstelle wurde bis zur Errichtung der Mülldeponie 1973 von der Familie Miehlke bewohnt, die ihrerseits damals nach Jarnitz umgesiedelt wurde. Danach wurden die Gebäude abgerissen bzw. verfielen im Laufe der Zeit. Sie befanden sich auf den Flurstücken Nr. 14 und 15. Flur 3 in der Gemarkung Jarnitz.

## Mülldeponie ab 1973
1973 wurde auf dem beschriebenen Gelände eine Deponie des Landkreises errichtet. Die Deponie wurde bis 1994 betrieben und in den Jahren bis 2001 wurde diese Deponie gesichert, indem sie mit Erde überschüttet und abgedichtet wurde. Heute sieht sie aus wie ein runder, gleichmäßig geformter, grün bewachsener Bergrücken.